# MaryJane Mwangi
MaryJane Mwangi, còn gọi là Mary Jane Mwangi, là một giám đốc điều hành công ty người Kenya. Bà là giám đốc điều hành của Tổng công ty dầu quốc gia Kenya, kể từ tháng 8 năm 2017.

## Bối cảnh và giáo dục
Bà tốt nghiệp Đại học Nairobi với bằng Thạc sĩ Quản trị Kinh doanh năm 2006. Bà cũng có bằng Cao học về Quản trị nguồn nhân lực, được Viện Quản lý nguồn nhân lực (IHRM) cấp năm 2013, có trụ sở tại Nairobi, thủ đô và thành phố lớn nhất của Kenya.

## Nghề nghiệp
Bà bắt đầu sự nghiệp lâu năm trong lĩnh vực sản phẩm dầu tiêu dùng năm 1993, làm Giám đốc Xuất khẩu cho Agip Kenya Limited (AGKL), chịu trách nhiệm phân phối nhiên liệu và dầu từ hạ lưu ở Mombasa đến năm quốc gia trong khu vực Great Lakes của châu Phi, phục vụ cho đến năm 1998. Trong một năm, từ năm 1998 đến năm 1999, bà giữ chức vụ Giám đốc Dịch vụ Khách hàng tại AGKL. Năm tiếp theo, từ năm 1999 đến năm 2000, bà là Giám sát viên LPG tại AGKL.
Năm 2000, bà chuyển công ty và chuyển sang Shell / BP, với tư cách là Quản lý LPG, có trụ sở tại thành phố ven biển Malindi, phục vụ cho đến năm 2001. Năm 2001, bà chuyển đến Chevron / Caltex Kenya Limited, như một Tư vấn kinh doanh bán hàng, giữ chức vụ này trong bảy năm.
Năm 2008, bà Mwangi được bổ nhiệm làm Trưởng phòng Kinh doanh & Tiếp thị tại Tập đoàn Dầu khí Quốc gia Kenya (NOCK), giữ chức vụ này trong năm năm tiếp theo. Vào tháng 7 năm 2013, bà được thăng chức vị Tổng Giám đốc, Hoạt động Downstream tại NOCK, giữ chức vụ này cho đến tháng 7 năm 2016, khi bà được bổ nhiệm làm Quyền Giám đốc Điều hành.
Sau khi làm Quyền Giám đốc trong vòng một năm, MaryJane Mwangi được xác nhận bởi hội đồng quản trị của Nock, trở thành Giám đốc quản lý nội dung và Giám đốc điều hành, với nhiệm kỳ ba năm, có hiệu lực ngày 01 tháng 8 năm 2017, thay thế Sumayya Hassan-Athmani, người đã từ chức vào tháng 2016.